# Бобињи (Манш)
Бобињи (фр. Beaubigny) насеље је и општина у северној Француској у региону Доња Нормандија, у департману Манш која припада префектури Шербур-Октевил.
По подацима из 2011. године у општини је живело 158 становника, а густина насељености је износила 24,65 становника/km². Општина се простире на површини од 6,41 km². Налази се на средњој надморској висини од 60 метара.

## Демографија
| 1962. | 1968. | 1975. | 1982. | 1990. | 1999. | 2011. |
| ----- | ----- | ----- | ----- | ----- | ----- | ----- |
| 178   | 185   | 156   | 167   | 174   | 166   | 158   |

График промене броја становника у току последњих година